# Bandjermasin I
Het kamp Bandjermasin I in Banjarmasin op het eiland Borneo, fungeerde tijdens de Japanse bezetting van Nederlands-Indië in de periode van 24 maart 1942 tot 24 april 1943 als interneringskamp voor krijgsgevangenen.
Bandjermasin ligt aan de zuidkust van Borneo. Dit kamp was ondergebracht in één van de gebouwen van het KNIL-kampement in het centrum van Bandjermasin. Het kamp lag vlak naast het burgermannen- en het burgervrouwenkamp.
Dit kamp is van 21 februari 1945 tot 31 juli 1945 ook gebruikt als kamp, te weten Bandjermasin II. Toen werden er 382 Europese krijgsgevangenen uit het krijgsgevangenkamp van Balikpapan in Bandjermasin ondergebracht. Zij werden ondergebracht op het terrein van het KNIL-kampement. Op 28 juli vertrokken 80 zieken en 20 verzorgers, alle krijgsgevangenen, naar het krijgsgevangenkamp in Poeroektjaoe. Onderweg werd dit transport door een geallieerd vliegtuig overvallen. Een tweede transport van ongeveer 180 krijgsgevangenen, dat op 31 juli uit Bandjermasin vertrok, nam onderweg de overlevenden van het eerste transport op.